# Волково (Перцевский сельсовет)
Во́лково — деревня в Грязовецком районе Вологодской области России.
Входит в состав Перцевского муниципального образования, с точки зрения административно-территориального деления — в Перцевский сельсовет.
Расстояние по автодороге до районного центра Грязовца — 11 км, до центра муниципального образования Слободы — 1 км. Ближайшие населённые пункты — Слобода, Мичурино, Пешково, Галкино.
По переписи 2002 года население — 5 человек.